# Pâmela Butt
Pour les articles homonymes, voir Butt.
Pâmela Butt, née Adriana Vailatti, est le nom de scène d'une actrice pornographique brésilienne. Travaillant sous contrat pour Brasileirinhas, elle a aussi joué dans un certain nombre de productions américaines tournées au Brésil.
En 2007, elle est apparue dans l'émission de télévision humoristique Sem Controle de Sistema Brasileiro de Televisão. Elle a reçu une large couverture médiatique en 2008, grâce à une vidéo avec le footballeur Vágner Love, divulguée sur Internet.
Pour célébrer son 30e anniversaire, Brasileirinhas a organisé un gang bang avec Pâmela Butt avec 30 hommes afro-brésiliens, dont Kid Bengala. L'événement a été diffusé en DVD, sous le titre O Aniversário de nossa Estrela.